# Martin van Laon
Martin van Laon (* ca. 660 - † 680) was graaf van Laon.
In 679 leidde hij samen met Pepijn van Herstal van Austrasië het verzet tegen de hofmeier Ebroin van Neustrië en Bourgondië. De Austrasiërs werden in 680 in de slag bij Lucofao verslagen. Pepijn en Martin sloegen op de vlucht. Martin zocht zijn toevlucht in Laon, maar Ebroin lokte hem met valse beloftes weg. Hij kwam naar de villa van Ecry (nu Asfeld) voor wat hij kennelijk dacht wat onderhandelingen zouden zijn, maar hij en zijn aanhangers werden vermoord.
Er werd een tijdlang gedacht dat hij een broer van Pepijn van Herstal zou zijn geweest op basis van een passage uit de Hagiolum Viennense (Pipinus, Ansegelli filius, et Martinus frater eius) van 1040, maar dit is aangetoond als een verkeerde interpretatie van een passage uit het Liber Historiae Francorum.
Hij was mogelijk getrouwd met Bertrada de oudere en kreeg met haar een zoon: Charibert van Laon. Zijn kleindochter Bertrada van Laon was de moeder van de latere keizer Karel de Grote.